# Relations entre l'Allemagne et le Kazakhstan
Les relations entre l'Allemagne et le Kazakhstan sont les relations extérieures entre la Allemagne et la Kazakhstan.

## Histoire
Les relations entre l'Allemagne et le Kazakhstan ont été établies en 1991 après l'indépendance du Kazakhstan de l'Union des républiques socialistes soviétiques.

## Relations économiques
Plus de 1 450 sociétés à capitaux allemands, y compris des coentreprises, des représentations de sociétés et de banques allemandes, sont enregistrées au Kazakhstan. Plus de 900 entreprises allemandes opèrent activement au Kazakhstan.